# Joan Rice
Joan Rice (Derby, 3 febbraio 1930 – Maidenhead, 1º gennaio 1997) è stata un'attrice britannica.

## Biografia
Dopo aver trascorso infanzia e adolescenza a Nottingham, si trasferì a lavorare a Londra, dove entrò a far parte della Rank Organisation, una delle maggiori società di produzione cinematografica britanniche. 
La fama dell'attrice è legata al ruolo di Lady Marian nel film Robin Hood e i compagni della foresta (1952), in cui recitò accanto a Richard Todd e Peter Finch, e soprattutto per il personaggio dell'indigena Dalabo, da lei interpretato nell'avventura esotica Il trono nero (1954), al fianco di Burt Lancaster.
La carriera di Joan Rice declinò rapidamente già alla fine degli anni cinquanta. Da ricordare l'ultima apparizione cinematografica, che risale al 1970, nella pellicola horror Gli orrori di Frankenstein, in cui recitò al fianco di Dennis Price e Jon Finch.

## Filmografia parziale

### Cinema
- One Wild Oat, regia di Charles Saunders (1951)
- Robin Hood e i compagni della foresta (The Story of Robin Hood and His Merrie Men), regia di Ken Annakin (1952)
- Il cacciatorpediniere maledetto (Gift Horse), regia di Compton Bennett (1952)
- Il trono nero (His Majesty O'Keefe), regia di Byron Haskin (1954)
- Police Dog, regia di Derek N. Twist (1955)
- La ragazza dei miei sogni (One Good Turn), regia di John Paddy Carstairs (1955)
- Scotland Yard non perdona (Payroll), regia di Sidney Hayers (1961)
- Gli orrori di Frankenstein (The Horror of Frankenstein), regia di Jimmy Sangster (1970)

### Televisione
- Le avventure di Charlie Chan (The New Adventures of Charlie Chan) - serie TV, 1 episodio (1958)
- Ivanhoe - serie TV, 1 episodio (1958)
- The Pursuers - serie TV, 1 episodio (1961)